# Equipo de Propaganda del Pensamiento Mao Zedong

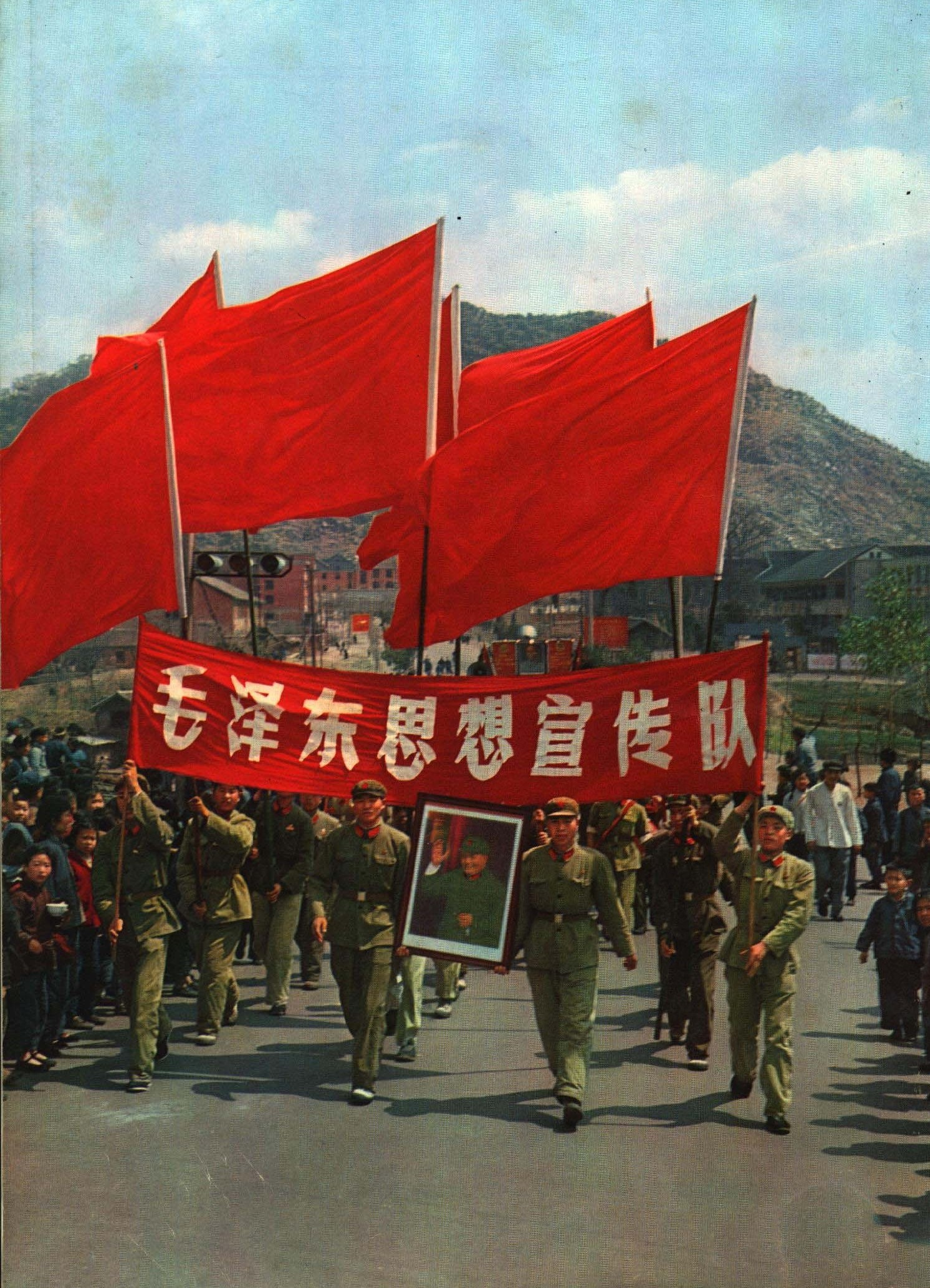
Equipo de Propaganda del Pensamiento Mao Zedong

El Equipo de Propaganda del Pensamiento Mao Zedong, una organización creada en el verano de 1968 durante la Revolución Cultural en la República Popular China para entrar en las unidades de educación, cultura y otras, principalmente con el objetivo de controlar la situación en estas unidades y mantener el orden básico. Según la composición de los equipos de propaganda, pueden dividirse en "Equipos de Propaganda Laboral", "Equipos de Propaganda Militar" y "Equipos de Propaganda Agrícola", etc. A partir de entonces, los Guardias Rojos, un grupo dominado por los estudiantes, declinaron rápidamente, y la clase obrera, con el apoyo de Mao Zedong, comenzó a liderar la Revolución Cultural.

## Equipo de Propaganda Obrera para el Pensamiento Maoísta

### Definición
El "Equipo de Propaganda Obrera del Pensamiento Mao Zedong", o simplemente "Equipo de Propaganda Obrera", es un equipo de propaganda del Pensamiento Mao Zedong compuesto por trabajadores. El acrónimo "Equipo de Propaganda de los Trabajadores" también se reporta oficialmente, pero se acerca más al coloquialismo cotidiano. Conocida como la Revolución Cultural "novedad" de la gestión de la superestructura por parte de la clase obrera, la "Convulsión de poder (Revolución Cultural)" se completó en el verano de 1968 en la mayoría de las provincias del país, con el establecimiento del Revolucionario Comités. Sin embargo, los combates marciales entre las dos facciones en varios lugares seguían afectando a la estabilidad de la situación política e impedían el restablecimiento del orden social y la producción económica normales. El Comité Central del Partido Comunista de China emitió una orden para disolver los equipos de lucha marcial, desmantelar las fortificaciones, fortalezas y barreras, y entregar las armas y municiones. Al mismo tiempo Mao envió equipos de propaganda obrera a las universidades y High school donde la lucha marcial era grave, con la intención de detener la lucha marcial en su origen y unificar y coordinar la relación y el conflicto entre las dos facciones de las organizaciones de la Guardia Roja en las escuelas, lo que también significó que Mao se volcó en apoyar a la clase obrera para dirigir la Revolución Cultural. Aparte de su diferente composición, era similar en forma y contenido al "Grupo de Trabajo de la Revolución Cultural" al principio de la Revolución Cultural, y ejercía incluso más poder.

### Historia

El regalo de mangos por parte de Mao al Equipo de Propaganda del Trabajo y la aparición del "El culto al mango" indicaban que la clase obrera estaba empezando a liderar la Revolución Cultural.

El 26 de julio de 1968, más de 30.000 trabajadores de más de 60 fábricas de Pekín formaron el "Equipo de Propaganda de los Trabajadores de la Capital para el Pensamiento de Mao Zedong" y se trasladaron a la Universidad de Tsinghua para tomar la dirección de la universidad. El 28 de julio, Mao Zedong convocó urgentemente a los Guardias Rojos de la Capital "Cinco Líderes de la Rebelión de los Guardias Rojos de Pekín" Nie Yuanzi, Kuai Dafu, Tan Houlan, Han Aijing y Wang Dabin, para pronunciar un discurso sobre la cuestión de detener la Lucha violenta en las universidades y enviar equipos de propaganda obrera a la Universidad de Tsinghua y otras universidades importantes de Pekín. discursos fuertes.  El 5 de agosto, Mao Zedong entregó un regalo de mango de invitados extranjeros al Equipo de Propaganda del Trabajo de la Universidad de Tsinghua para mostrar su apoyo, lo que a su vez desencadenó un "El culto al mango" en todo el China. El 15 de agosto, Mao Zedong y Lin Biao recibieron a los representantes del Equipo de Propaganda del Trabajo destacados en la Universidad de Tsinghua. El 25 de agosto, el Comité Central del Partido Comunista de China, el Consejo de Estado, la Comisión Militar Central y el Revolución Cultural Central publicaron conjuntamente la Notificación sobre el envío de equipos de propaganda obrera a las escuelas, dando un fuerte apoyo político a los equipos de propaganda obrera, mientras que el mismo día la revista Bandera Roja publicó un artículo firmado por Yao Wenyuan, que había sido aprobado por Mao Zedong, titulado 《La clase obrera debe dirigirlo todo》, anunciando las últimas instrucciones de Mao.：
Para lograr una revolución proletaria en la educación, debe haber una dirección de la clase obrera y la participación de las masas de trabajadores, junto con los luchadores del EPL, y una tríada revolucionaria de estudiantes, profesores y trabajadores en las escuelas que estén decididos a llevar la revolución proletaria en la educación hasta el final. Los equipos de propaganda obrera deben permanecer en las escuelas durante mucho tiempo, participar en todas las tareas de lucha, crítica y reforma en las escuelas, y dirigirlas para siempre. En el campo, las escuelas deben ser dirigidas por los campesinos pobres, los aliados más fiables de la clase obrera. 
 El trabajo de desplazamiento de los equipos de propaganda industrial comenzó rápidamente en todo el país. Sólo en la semana posterior al 5 de septiembre, 31.000 trabajadores industriales fueron seleccionados por Shanghái para ser destinados a 513 High school y 129 primarias en los 10 distritos de la ciudad. Además de las escuelas, también se enviaron a la Federación China de Círculos Literarios y Artísticos, a la Asociación de Escritores, a la prensa y a las editoriales, al teatro, a la Comisión de Deportes, a los institutos de investigación científica, a los hospitales y a otras unidades de superestructura de la cultura, la educación, la ciencia y la tecnología, la salud y el deporte, a las calles de la ciudad y a las escuelas de cuadros del 7 de mayo de las unidades mencionadas. Se exigía que los miembros seleccionados del Equipo de Propaganda Laboral fueran trabajadores industriales (de buena familia), Miembros del Partido Comunista Chino, educados, una combinación de personas mayores, de mediana edad y jóvenes, y no sectarios. El liderazgo político es el principal foco de atención en la escuela, "no hay que dejarse llevar por los asuntos administrativos". Las relaciones salariales y de personal se mantienen en la unidad original.

### Impacto
Después de entrar en la escuela, el Equipo de Propaganda del Trabajo impartió una "Clase de Estudio del Pensamiento Mao Zedong" para ayudar a las dos organizaciones de masas enfrentadas a lograr una gran unidad; desmanteló las fortificaciones de la lucha armada y recogió armas. Dirigió la Gran Crítica, la depuración de las filas de la clase, la creación y reestructuración del GRC, y la rectificación del Partido y otros trabajos de "lucha, crítica y reforma". Participa en el trabajo de la rama del Partido y del Comité Revolucionario de la escuela, dirige la revolución educativa y participa en la preparación de las clases y en la enseñanza. Gracias al Equipo de Propaganda Laboral, se facilitó la vinculación de la fábrica y la escuela y la apertura de las puertas de la escuela, que comenzó en 1969.

1968 Equipo de Propaganda del Pensamiento del Presidente Mao

 El rápido declive de la organización de los Guardias Rojos Rebeldes, tras la entrada del Equipo de Propaganda Laboral en la escuela, ayudó a resolver algunos de los problemas más difíciles, como los conflictos entre facciones y el fin de la caótica situación. Sin embargo, seguían aplicando una política y una línea política de izquierdas, y por su desconocimiento de la educación y del trabajo empresarial de las unidades en las que estaban destinados, y por su propio bajo nivel de formación, eran incapaces de integrar y dirigir el trabajo de las escuelas, convirtiéndose en un polo de poder ajeno a las unidades reales y cayendo en el fango de las contradicciones originales y convirtiéndose en constituyente y fuente de nuevos conflictos, por lo que el caos continuó en diferentes formas. A finales de la década de 1970, el número de personas que permanecían en sus unidades era cada vez menor, y al final del periodo estaban casi muertas sólo de nombre. En julio de 1976 sólo había 12.700 afiliados en Shanghái.

### Seguimiento
Tras el fin de la Revolución Cultural, el 19 de septiembre de 1977, Deng Xiaoping, en una conversación con el jefe del Ministerio de Educación, propuso públicamente por primera vez llevar a cabo "Boluan Fanzheng", y mencionó que:：
 Hay que resolver el tema de la Unidad de Propaganda Laboral y no se sienten cómodos permaneciendo en las escuelas. Los que apoyan a la izquierda en el ejército tienen que ser retirados sin excepción. Si estos problemas no se resuelven en las escuelas, no habrá fin al tira y afloja. 
  El 6 de noviembre de ese mismo año, el Comité Central del Partido Comunista de China remitió un informe del grupo del partido del Ministerio de Educación y se retiraron de las escuelas todos los equipos de propaganda obrera destacados en universidades, escuelas secundarias y escuelas primarias de diversos lugares. En la crítica política posterior a la Revolución Cultural a los Equipos de Propaganda Laboral, se les acusó de "enfrentar a la dirección de la clase obrera con la dirección del Partido, a la clase obrera con los intelectuales y a la fábrica con la escuela" y de "convertirse en una 'figura especial' por encima del Partido y de las masas". La fábrica se convirtió en una "figura especial" por encima del Partido y de las masas, persiguiendo a los intelectuales a su antojo, interfiriendo en la enseñanza y la investigación científica, destruyendo equipos experimentales y convirtiendo las instituciones de enseñanza superior en "baluartes" para las luchas brutales contra los 'capitalistas' y para la rectificación de los intelectuales".

## Otros equipos de propaganda

### Equipo de Propaganda del Pensamiento Mao Zedong del EPL
El Equipo de Propaganda del Pensamiento Mao Zedong del EPL, o simplemente "Equipo de Propaganda Militar", es un Equipo de Propaganda del Pensamiento Mao Zedong formado por las fuerzas del Ejército Popular de Liberación de China.

### Equipo de Propaganda del Pensamiento Maoísta
El Equipo de Propaganda del Pensamiento Maoísta Campesino, o "Equipo de Propaganda Campesina", es un Equipo de Propaganda del Pensamiento Maoísta compuesto por comunas populares y campesinos. En los lugares alejados de las ciudades, donde había pocos obreros industriales, el papel del Equipo de Propaganda Laboral fue ocupado por el "Equipo de Propaganda Agrícola".